# Seznam pohoří v Rumunsku

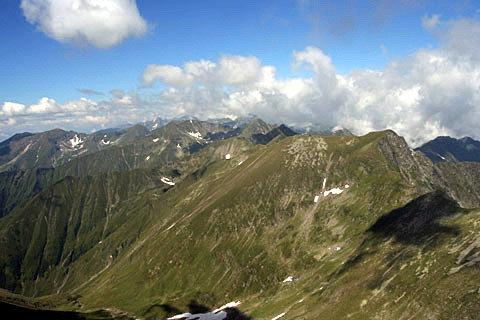
Făgăraș

Seznam pohoří v Rumunsku obsahuje 95 rumunských pohoří, z nichž 94 pohoří je součástí Karpat a 1 pohoří je součástí Dobrudžského štítu. Rumunské Karpaty se dělí na 3 provincie (Východní, Západní a Jižní Karpaty) a 9 horských skupin. Východní Karpaty zahrnují 51 pohoří, Západní Karpaty zahrnují 19 pohoří a Jižní Karpaty zahrnují 24 pohoří. Různé zdroje se mnohdy značně rozcházejí ve výčtu a vymezení jednotlivých pohoří. Pro sestavení následujícího seznamu byl použit soupis rumunských pohoří na webu RumunskeHory.cz.

## Seznam pohoří
| Pohoří                          | Skupina                           | Provincie        | Nejvyšší vrchol       | Výška (m) | Souřadnice                       |
| ------------------------------- | --------------------------------- | ---------------- | --------------------- | --------- | -------------------------------- |
| Almăj                           | Banát                             | Západní Karpaty  | Svinecea Mare         | 1224      | 44°48′02″ s. š., 22°09′27″ v. d. |
| Anina                           | Banát                             | Západní Karpaty  | Leordiș               | 1160      | 44°57′05″ s. š., 21°50′53″ v. d. |
| Baiu (Gârbova, Neamtu)          | Obloukové Karpaty                 | Východní Karpaty | Neamțu                | 1923      | 45°28′05″ s. š., 25°41′41″ v. d. |
| Baraolt                         | Obloukové Karpaty                 | Východní Karpaty | Havad                 | 1019      | 45°53′41″ s. š., 25°40′22″ v. d. |
| Bârgău (Bistrița)               | Maramurešské a Bukovinské Karpaty | Východní Karpaty | Heniul Mare           | 1611      | 47°16′42″ s. š., 24°44′06″ v. d. |
| Berzunț                         | Moldavsko-transylvánské Karpaty   | Východní Karpaty | Berzunț               | 984       | 46°21′36″ s. š., 26°36′24″ v. d. |
| Bihor                           | Apuseni                           | Západní Karpaty  | Curcubăta Mare        | 1849      | 46°26′27″ s. š., 22°41′20″ v. d. |
| Bistrița (Grințieșului)         | Moldavsko-transylvánské Karpaty   | Východní Karpaty | Budacu                | 1859      | 47°07′22″ s. š., 25°40′30″ v. d. |
| Bodoc                           | Obloukové Karpaty                 | Východní Karpaty | Cărpiniș              | 1241      | 46°05′02″ s. š., 25°56′07″ v. d. |
| Brețcu (Brețcu-Oituz)           | Obloukové Karpaty                 | Východní Karpaty | Mușat                 | 1503      | 45°56′48″ s. š., 26°23′29″ v. d. |
| Bucegi                          | Bucegi-Leaota-Piatra Craiului     | Jižní Karpaty    | Omu                   | 2505      | 45°26′44″ s. š., 25°27′23″ v. d. |
| Căliman                         | Moldavsko-transylvánské Karpaty   | Východní Karpaty | Pietrosul Călimanilor | 2100      | 47°07′30″ s. š., 25°11′09″ v. d. |
| Căpățâni                        | Parâng-Șureanu-Lotru              | Jižní Karpaty    | Nedeia                | 2130      | 45°19′18″ s. š., 23°50′42″ v. d. |
| Ceahlău                         | Moldavsko-transylvánské Karpaty   | Východní Karpaty | Ocolașul Mare         | 1907      | 46°57′15″ s. š., 25°56′45″ v. d. |
| Cernei                          | Retezat-Godeanu                   | Jižní Karpaty    | Dobrii                | 1928      | 45°09′30″ s. š., 22°33′36″ v. d. |
| Cindrel (Cibin)                 | Parâng-Șureanu-Lotru              | Jižní Karpaty    | Cindrel               | 2245      | 45°34′42″ s. š., 23°48′06″ v. d. |
| Ciomatu                         | Obloukové Karpaty                 | Východní Karpaty | Ciomatu Mare          | 1301      | 46°08′10″ s. š., 25°53′08″ v. d. |
| Ciucaș                          | Obloukové Karpaty                 | Východní Karpaty | Ciucaș                | 1954      | 45°31′18″ s. š., 25°55′34″ v. d. |
| Ciuc (Ciuc-Născălat)            | Moldavsko-transylvánské Karpaty   | Východní Karpaty | Noșcolat              | 1553      | 46°36′29″ s. š., 25°54′34″ v. d. |
| Clăbucet                        | Obloukové Karpaty                 | Východní Karpaty | Clăbucetul Maneciului | 1460      | 45°23′06″ s. š., 25°58′59″ v. d. |
| Codru Moma                      | Apuseni                           | Západní Karpaty  | Pleșu                 | 1112      | 46°32′10″ s. š., 22°10′33″ v. d. |
| Cozia                           | Iezer-Păpușa-Făgăraș              | Jižní Karpaty    | Ciuha Mare            | 1668      | 45°19′20″ s. š., 24°20′09″ v. d. |
| Dognecea                        | Banát                             | Západní Karpaty  | Culmea Poeții         | 617       | 45°17′58″ s. š., 21°43′15″ v. d. |
| Făgăraș                         | Iezer-Păpușa-Făgăraș              | Jižní Karpaty    | Moldoveanu            | 2544      | 45°35′58″ s. š., 24°44′10″ v. d. |
| Feleac (Cluj Napoca, Faget)     | Apuseni                           | Západní Karpaty  | Peana                 | 832       | 46°41′25″ s. š., 23°33′25″ v. d. |
| Frunții                         | Iezer-Păpușa-Făgăraș              | Jižní Karpaty    | Munțișor              | 1534      | 45°22′10″ s. š., 24°33′58″ v. d. |
| Găina                           | Apuseni                           | Západní Karpaty  | Găina                 | 1486      | 46°20′46″ s. š., 22°44′40″ v. d. |
| Ghițu                           | Iezer-Păpușa-Făgăraș              | Jižní Karpaty    | Ghițu                 | 1622      | 45°21′22″ s. š., 24°41′39″ v. d. |
| Gilău                           | Apuseni                           | Západní Karpaty  | Chicera Comării       | 1475      | 46°36′31″ s. š., 23°05′21″ v. d. |
| Giumalău                        | Moldavsko-transylvánské Karpaty   | Východní Karpaty | Giumalău              | 1858      | 47°26′03″ s. š., 25°29′03″ v. d. |
| Giurgeu                         | Moldavsko-transylvánské Karpaty   | Východní Karpaty | Prisica               | 1545      | 46°47′43″ s. š., 25°36′44″ v. d. |
| Godeanu                         | Retezat-Godeanu                   | Jižní Karpaty    | Gugu                  | 2291      | 45°16′38″ s. š., 22°40′26″ v. d. |
| Goșmanu                         | Moldavsko-transylvánské Karpaty   | Východní Karpaty | Cracu Geamăna         | 1442      | 46°39′01″ s. š., 26°18′02″ v. d. |
| Grohotiș                        | Obloukové Karpaty                 | Východní Karpaty | Grohotiș              | 1768      | 45°24′25″ s. š., 25°51′53″ v. d. |
| Gurghiu                         | Moldavsko-transylvánské Karpaty   | Východní Karpaty | Saca Mare             | 1776      | 46°41′01″ s. š., 25°13′41″ v. d. |
| Gutâi (Gutin)                   | Maramurešské a Bukovinské Karpaty | Východní Karpaty | Gutâiul Mare          | 1443      | 47°41′45″ s. š., 23°51′41″ v. d. |
| Harghita                        | Moldavsko-transylvánské Karpaty   | Východní Karpaty | Harghita Mădăraș      | 1800      | 46°27′11″ s. š., 25°34′55″ v. d. |
| Hășmaș (Hăghimaș)               | Moldavsko-transylvánské Karpaty   | Východní Karpaty | Hășmașul Mare         | 1792      | 46°42′15″ s. š., 25°48′24″ v. d. |
| Iezer Păpușa                    | Iezer-Păpușa-Făgăraș              | Jižní Karpaty    | Roșu                  | 2470      | 45°28′32″ s. š., 24°57′08″ v. d. |
| Igniș                           | Maramurešské a Bukovinské Karpaty | Východní Karpaty | Igniș                 | 1307      | 47°43′53″ s. š., 23°40′22″ v. d. |
| Întorsurii                      | Obloukové Karpaty                 | Východní Karpaty | Pilișca               | 1222      | 45°42′35″ s. š., 25°54′47″ v. d. |
| Ivănețu                         | Obloukové Karpaty                 | Východní Karpaty | Ivănețu               | 1191      | 45°29′21″ s. š., 26°29′23″ v. d. |
| Latorița                        | Parâng-Șureanu-Lotru              | Jižní Karpaty    | Bora                  | 2055      | 45°23′40″ s. š., 23°39′50″ v. d. |
| Lăpuș (Văratecului)             | Maramurešské a Bukovinské Karpaty | Východní Karpaty | Văratec               | 1357      | 47°39′38″ s. š., 24°02′28″ v. d. |
| Leaota                          | Bucegi-Leaota-Piatra Craiului     | Jižní Karpaty    | Leaota                | 2133      | 45°19′22″ s. š., 25°18′58″ v. d. |
| Locva                           | Banát                             | Západní Karpaty  | Corhanul Mare         | 735       | 44°44′30″ s. š., 21°44′52″ v. d. |
| Lotru (Steflești)               | Parâng-Șureanu-Lotru              | Jižní Karpaty    | Șteflești             | 2242      | 45°31′55″ s. š., 23°48′19″ v. d. |
| Maramureș                       | Maramurešské a Bukovinské Karpaty | Východní Karpaty | Farcău                | 1957      | 47°55′19″ s. š., 24°27′02″ v. d. |
| Măcin                           | Dobrudžský štít                   | Munții Dobrogei  | Țuțuiatu              | 467       | 45°12′18″ s. š., 28°15′51″ v. d. |
| Măgura Codlei                   | Obloukové Karpaty                 | Východní Karpaty | Măgura Codlei         | 1292      | 45°42′33″ s. š., 25°24′14″ v. d. |
| Mehedinți                       | Retezat-Godeanu                   | Jižní Karpaty    | Vârful lui Stan       | 1466      | 45°01′24″ s. š., 22°35′53″ v. d. |
| Meledic                         | Obloukové Karpaty                 | Východní Karpaty | Meledic               | 600       | 45°29′45″ s. š., 26°37′03″ v. d. |
| Meseș                           | Apuseni                           | Západní Karpaty  | Măgura Priei          | 996       | 47°00′28″ s. š., 22°54′36″ v. d. |
| Metaliferi                      | Apuseni                           | Západní Karpaty  | Poienița              | 1437      | 46°19′49″ s. š., 23°17′05″ v. d. |
| Monteoru                        | Obloukové Karpaty                 | Východní Karpaty | Monteoru              | 1345      | 45°27′57″ s. š., 26°12′40″ v. d. |
| Muntele Mare (Baisorii)         | Apuseni                           | Západní Karpaty  | Muntele Mare          | 1826      | 46°29′25″ s. š., 23°14′15″ v. d. |
| Muntele Mic                     | Retezat-Godeanu                   | Jižní Karpaty    | Muntele Mic           | 1806      | 45°22′22″ s. š., 22°28′27″ v. d. |
| Nemira                          | Moldavsko-transylvánské Karpaty   | Východní Karpaty | Nemira Mare           | 1649      | 46°15′23″ s. š., 26°19′24″ v. d. |
| Oaș                             | Maramurešské a Bukovinské Karpaty | Východní Karpaty | Piatra Bixadului      | 823       | 47°59′24″ s. š., 23°24′39″ v. d. |
| Obcina Brodinei                 | Maramurešské a Bukovinské Karpaty | Východní Karpaty | Sihloaia              | 1224      | 47°48′40″ s. š., 25°27′35″ v. d. |
| Obcina Feredeu                  | Maramurešské a Bukovinské Karpaty | Východní Karpaty | Veju Mare             | 1494      | 47°43′07″ s. š., 25°17′07″ v. d. |
| Obcina Mare                     | Maramurešské a Bukovinské Karpaty | Východní Karpaty | Scorușet              | 1223      | 47°41′14″ s. š., 25°41′26″ v. d. |
| Obcina Mestecăniș               | Maramurešské a Bukovinské Karpaty | Východní Karpaty | Lucina                | 1588      | 47°41′20″ s. š., 25°09′31″ v. d. |
| Obcinile Voroneţului            | Maramurešské a Bukovinské Karpaty | Východní Karpaty | Brusturosul           | 1089      | 47°28′22″ s. š., 25°50′24″ v. d. |
| Parâng                          | Parâng-Șureanu-Lotru              | Jižní Karpaty    | Parângul Mare         | 2519      | 45°20′28″ s. š., 23°32′26″ v. d. |
| Pădurea Craiului                | Apuseni                           | Západní Karpaty  | Hodrâncușa            | 1027      | 46°48′04″ s. š., 22°32′18″ v. d. |
| Penteleu                        | Obloukové Karpaty                 | Východní Karpaty | Penteleu              | 1772      | 45°36′09″ s. š., 26°25′00″ v. d. |
| Perșani                         | Obloukové Karpaty                 | Východní Karpaty | Cetății               | 1104      | 45°51′37″ s. š., 25°26′20″ v. d. |
| Piatra Craiului                 | Bucegi-Leaota-Piatra Craiului     | Jižní Karpaty    | La Om                 | 2238      | 45°31′37″ s. š., 25°12′42″ v. d. |
| Piatra Mare                     | Obloukové Karpaty                 | Východní Karpaty | Piatra Mare           | 1844      | 45°33′03″ s. š., 25°38′19″ v. d. |
| Piule-Iorgovanu (Retezatul Mic) | Retezat-Godeanu                   | Jižní Karpaty    | Piule                 | 2081      | 45°18′08″ s. š., 22°54′39″ v. d. |
| Plopiș (Șes)                    | Apuseni                           | Západní Karpaty  | Măgura Mare           | 918       | 46°59′18″ s. š., 22°41′56″ v. d. |
| Podu Calului                    | Obloukové Karpaty                 | Východní Karpaty | Podu Calului          | 1439      | 45°31′52″ s. š., 26°20′22″ v. d. |
| Poiana Ruscă (Țara Pădurenilor) | žádná                             | Západní Karpaty  | Padeș                 | 1382      | 45°39′46″ s. š., 22°19′18″ v. d. |
| Postăvarul (Predeal)            | Obloukové Karpaty                 | Východní Karpaty | Cristianu Mare        | 1804      | 45°34′08″ s. š., 25°34′03″ v. d. |
| Rarău                           | Moldavsko-transylvánské Karpaty   | Východní Karpaty | Rarău                 | 1651      | 47°27′13″ s. š., 25°34′26″ v. d. |
| Retezat                         | Retezat-Godeanu                   | Jižní Karpaty    | Peleaga               | 2509      | 45°21′58″ s. š., 22°53′40″ v. d. |
| Rodna                           | Maramurešské a Bukovinské Karpaty | Východní Karpaty | Pietrosul Rodnei      | 2303      | 47°35′49″ s. š., 24°38′02″ v. d. |
| Semenic                         | Banát                             | Západní Karpaty  | Piatra Goznei         | 1447      | 45°15′21″ s. š., 22°11′43″ v. d. |
| Siriu                           | Obloukové Karpaty                 | Východní Karpaty | Mălaia                | 1662      | 45°30′23″ s. š., 26°07′41″ v. d. |
| Stânișoarei                     | Moldavsko-transylvánské Karpaty   | Východní Karpaty | Bivolul               | 1530      | 47°15′09″ s. š., 25°55′54″ v. d. |
| Suhard                          | Maramurešské a Bukovinské Karpaty | Východní Karpaty | Omu                   | 1932      | 47°30′21″ s. š., 25°05′32″ v. d. |
| Șureanu (Sebeş)                 | Parâng-Șureanu-Lotru              | Jižní Karpaty    | Vârful lui Pătru      | 2130      | 45°32′58″ s. š., 23°32′13″ v. d. |
| Tarcău                          | Moldavsko-transylvánské Karpaty   | Východní Karpaty | Grindușu              | 1664      | 46°38′57″ s. š., 26°09′08″ v. d. |
| Tătaru                          | Obloukové Karpaty                 | Východní Karpaty | Tătaru Mare           | 1477      | 45°29′07″ s. š., 26°03′52″ v. d. |
| Țibău                           | Maramurešské a Bukovinské Karpaty | Východní Karpaty | Țapul Mare            | 1661      | 47°38′18″ s. š., 25°04′55″ v. d. |
| Trascău                         | Apuseni                           | Západní Karpaty  | Dambău                | 1369      | 46°09′35″ s. š., 23°15′40″ v. d. |
| Tulișa                          | Retezat-Godeanu                   | Jižní Karpaty    | Tulișa                | 1792      | 45°23′09″ s. š., 23°05′32″ v. d. |
| Țaga                            | Iezer-Păpușa-Făgăraș              | Jižní Karpaty    | Feței Sfântului Ilie  | 1656      | 45°36′33″ s. š., 25°11′44″ v. d. |
| Țarcu                           | Retezat-Godeanu                   | Jižní Karpaty    | Căleanu               | 2196      | 45°18′09″ s. š., 22°33′22″ v. d. |
| Țibleș                          | Maramurešské a Bukovinské Karpaty | Východní Karpaty | Bran                  | 1840      | 47°31′02″ s. š., 24°16′05″ v. d. |
| Vâlcan                          | Retezat-Godeanu                   | Jižní Karpaty    | Oslea                 | 1946      | 45°14′09″ s. š., 22°53′24″ v. d. |
| Vlădeasa                        | Apuseni                           | Západní Karpaty  | Vlădeasa              | 1836      | 46°45′33″ s. š., 22°47′38″ v. d. |
| Vrancea                         | Obloukové Karpaty                 | Východní Karpaty | Goru                  | 1785      | 45°47′48″ s. š., 26°25′03″ v. d. |
| Zarand                          | Apuseni                           | Západní Karpaty  | Drocea                | 836       | 46°11′28″ s. š., 22°12′09″ v. d. |

## Galerie

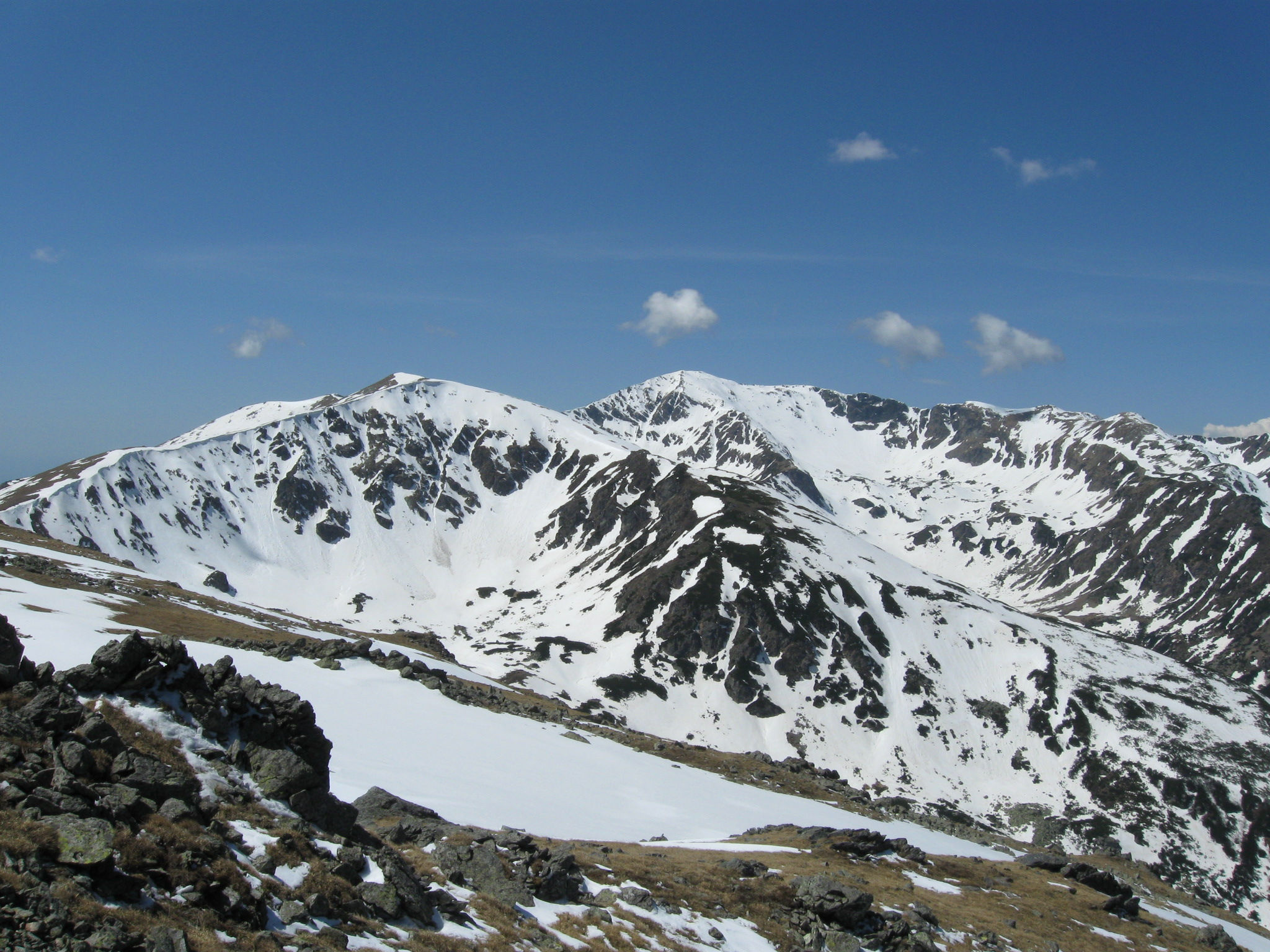
Parâng
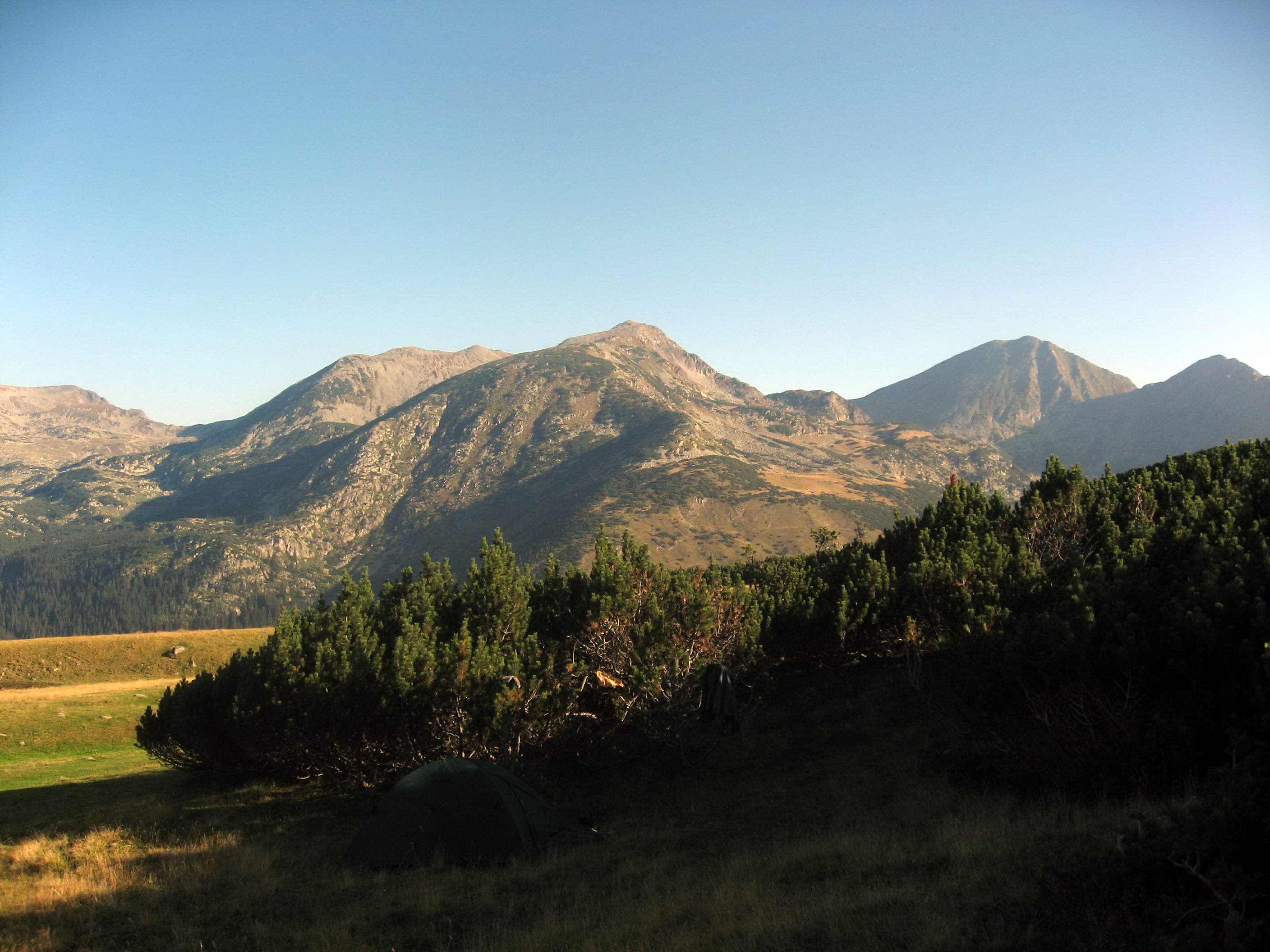
Retezat
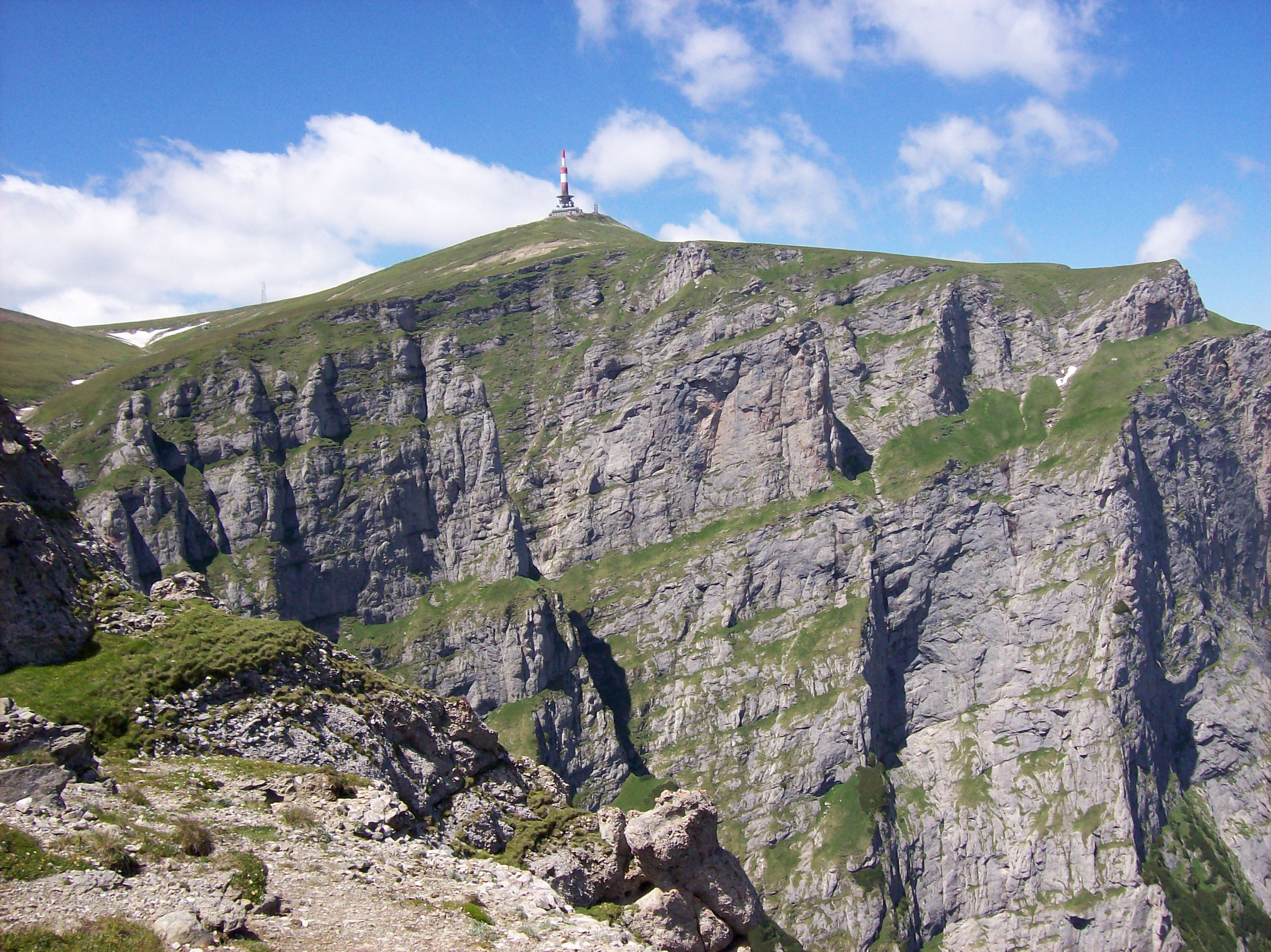
Bucegi
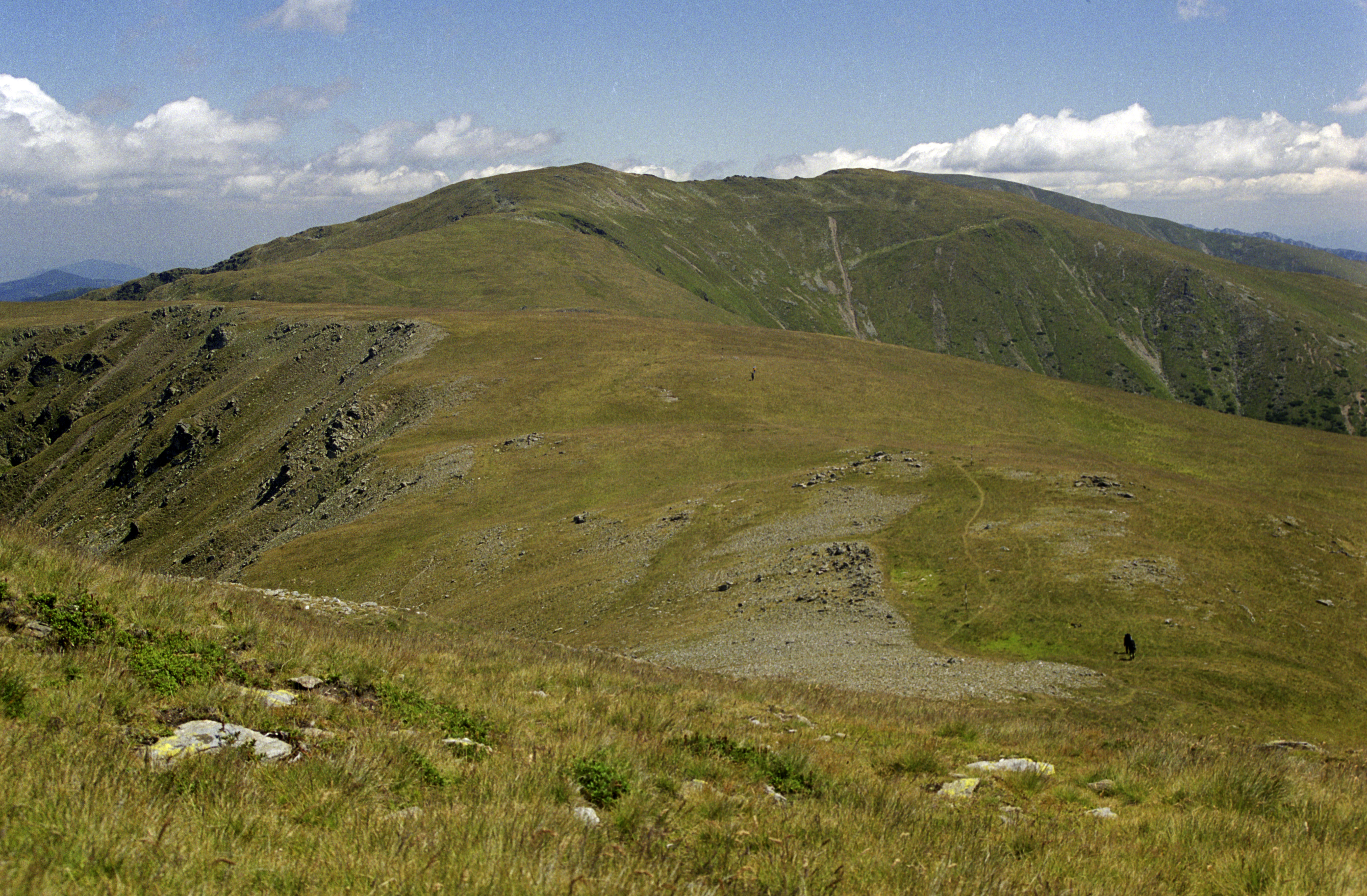
Iezer Păpușa
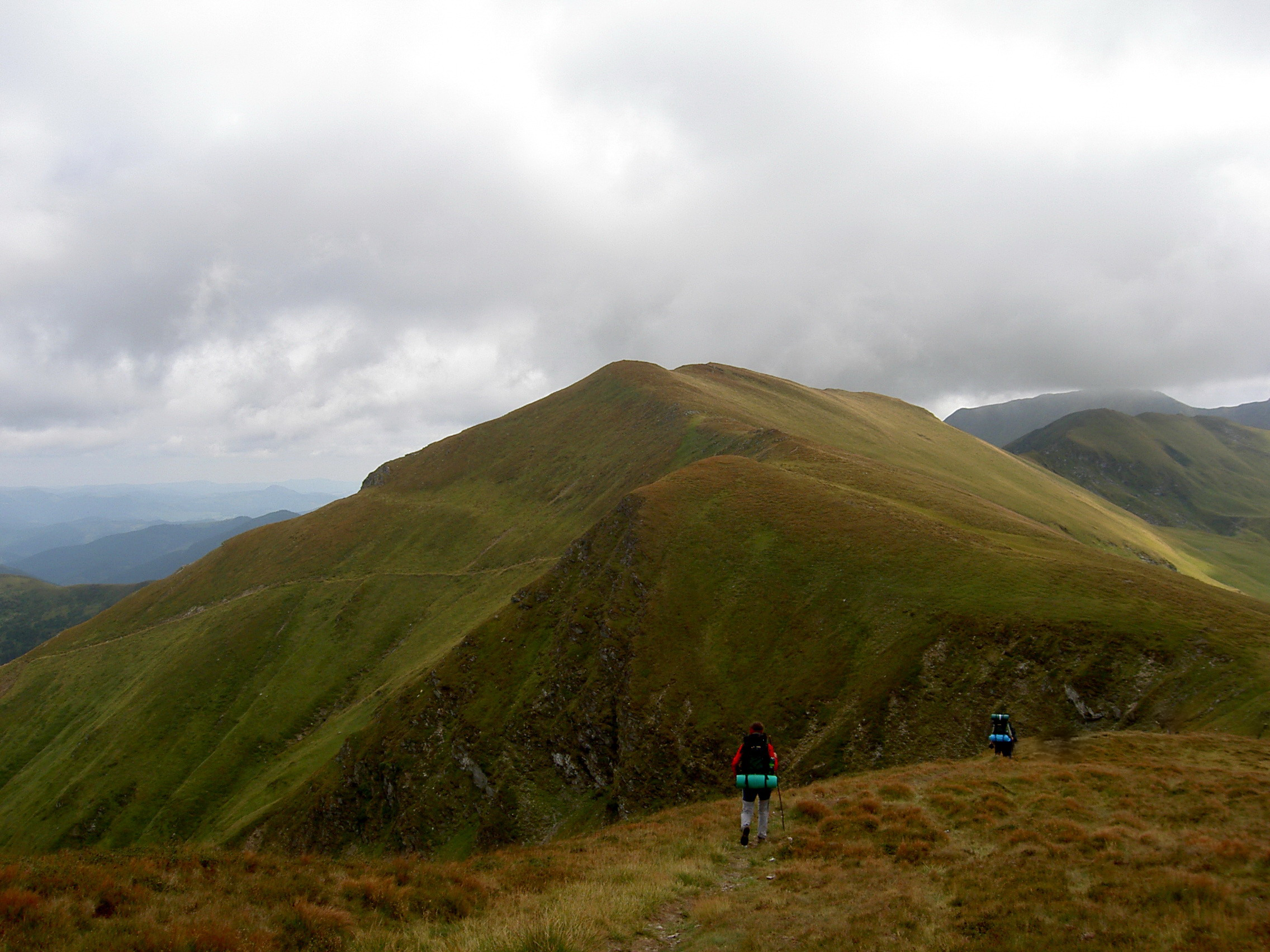
Rodna
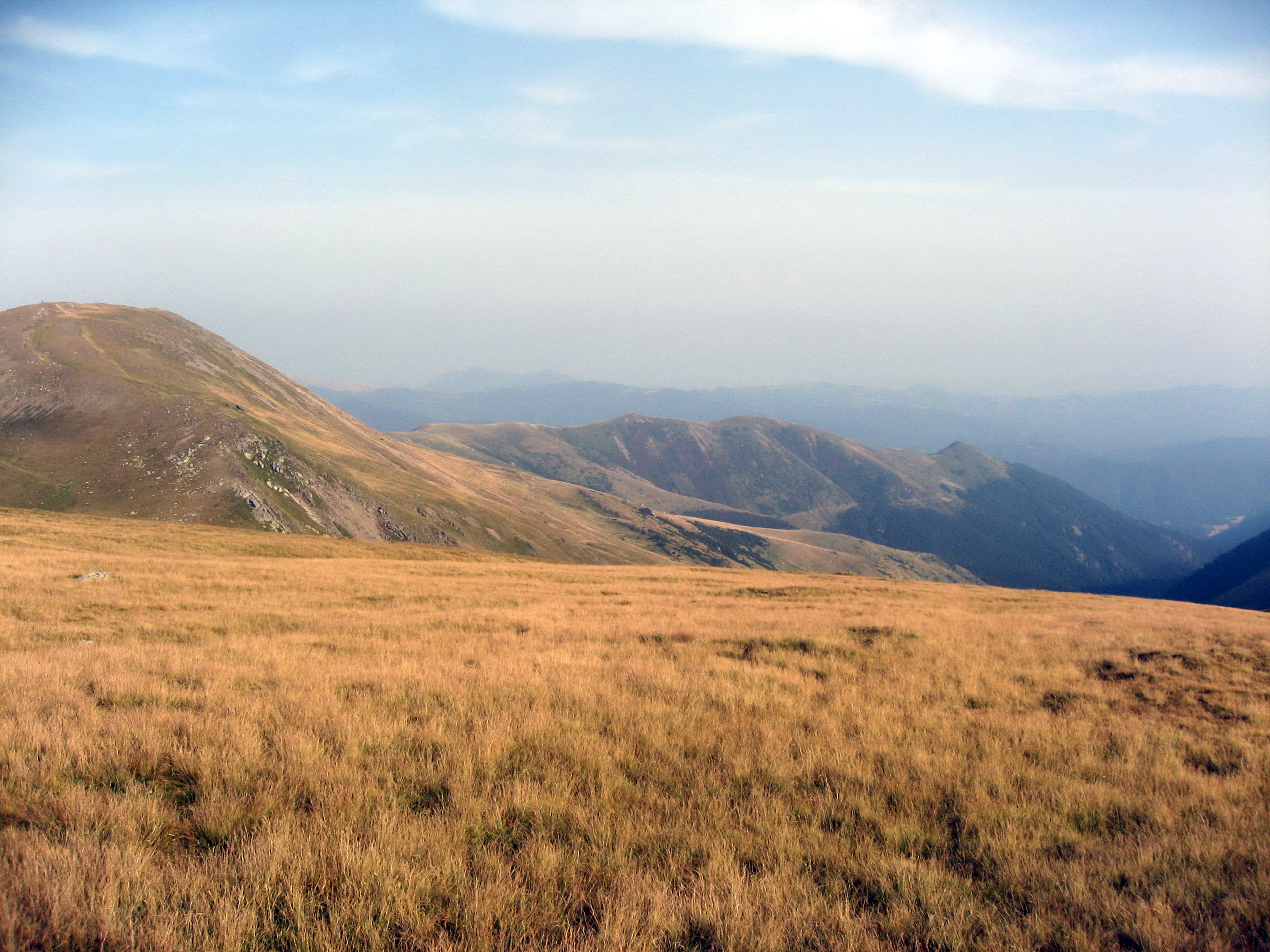
Godeanu
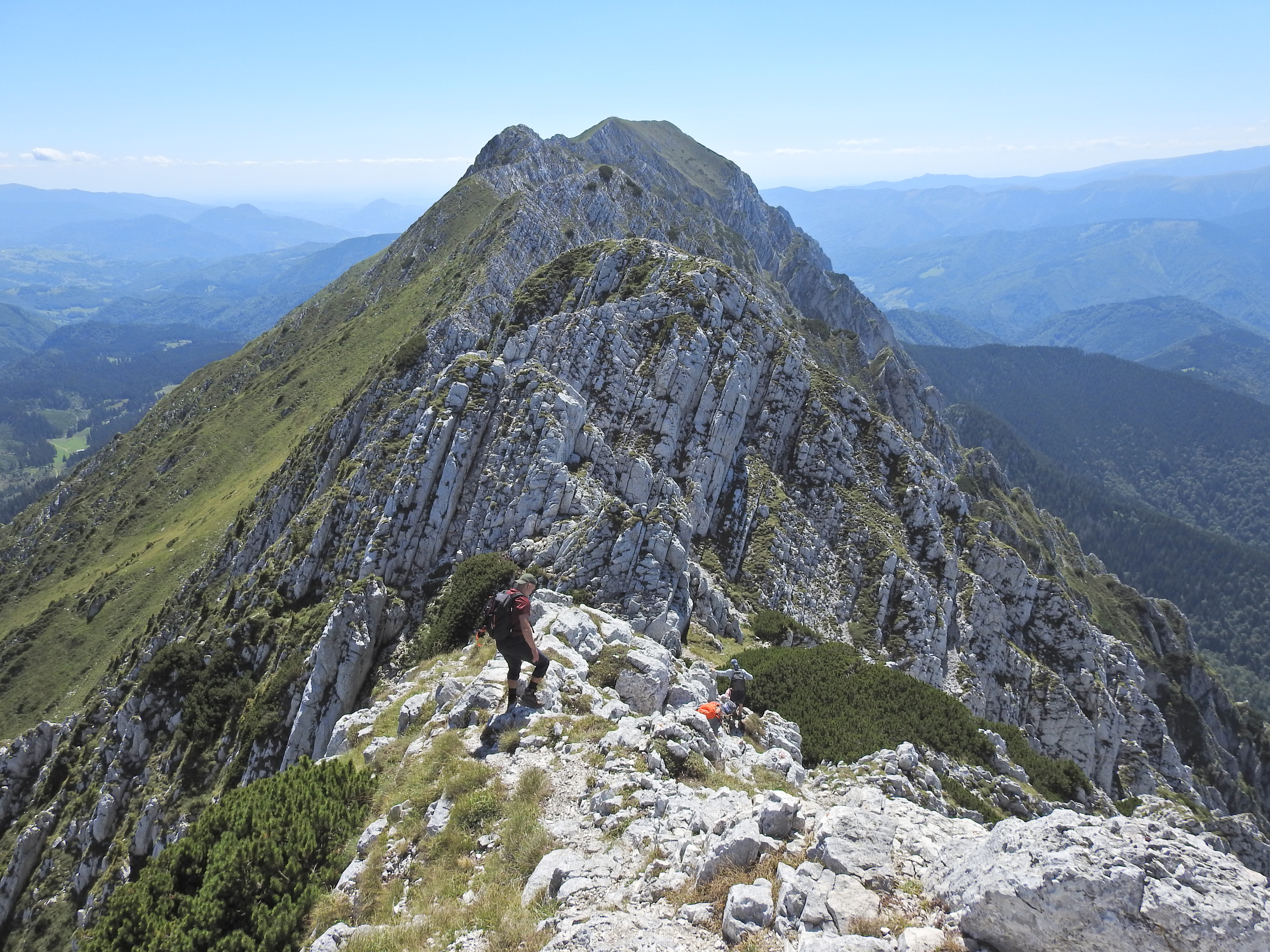
Piatra Craiului
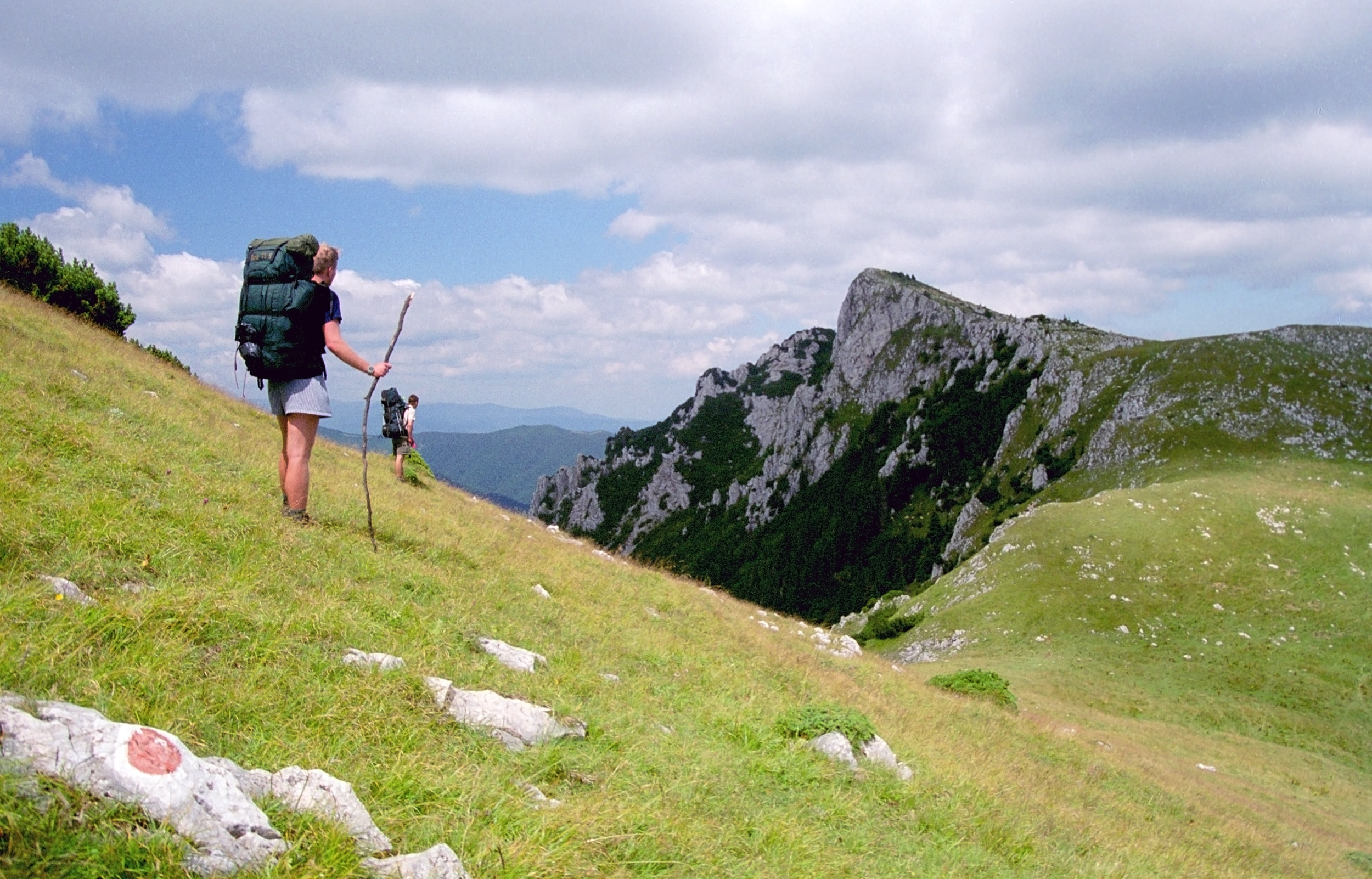
Căpățâni
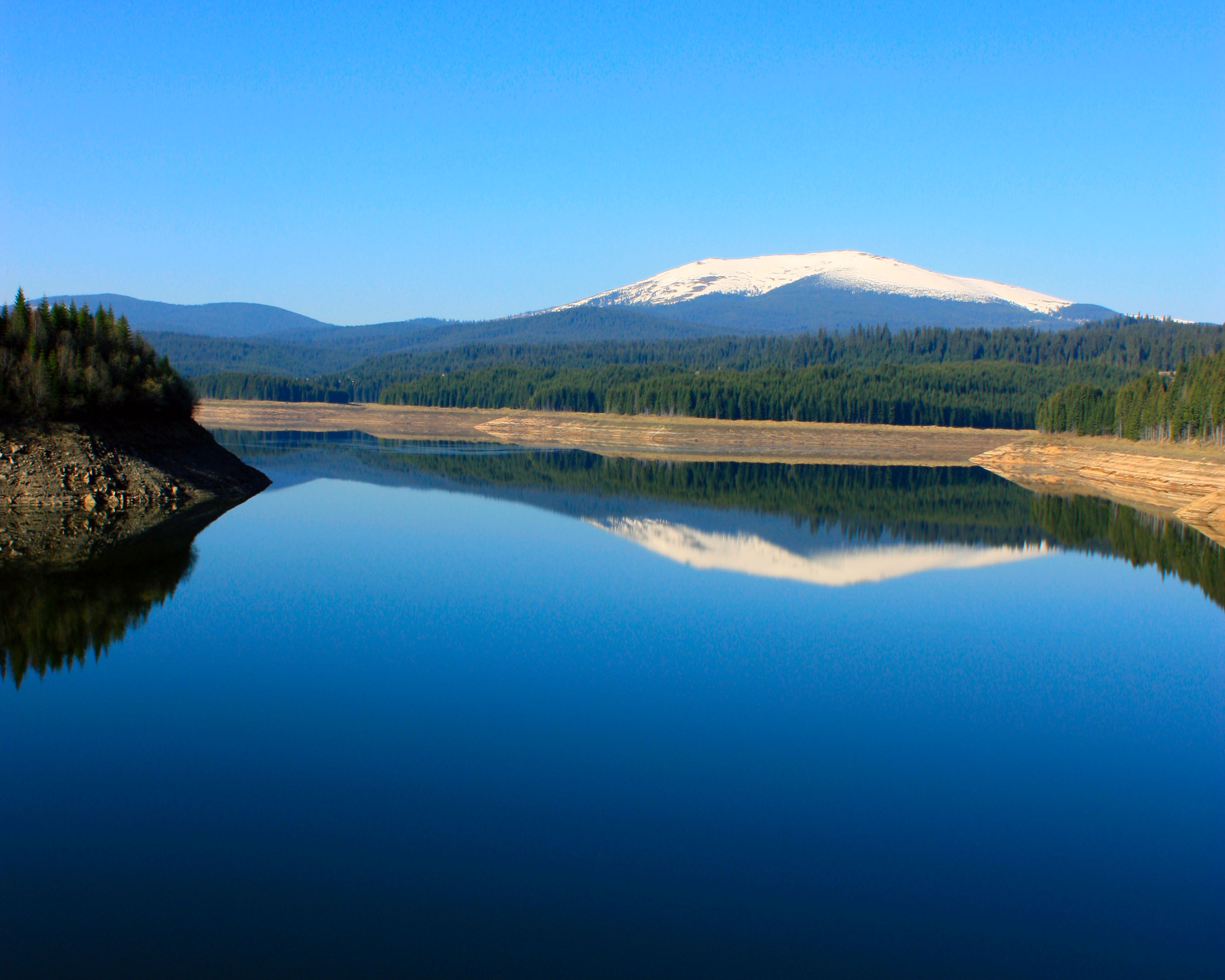
Șureanu
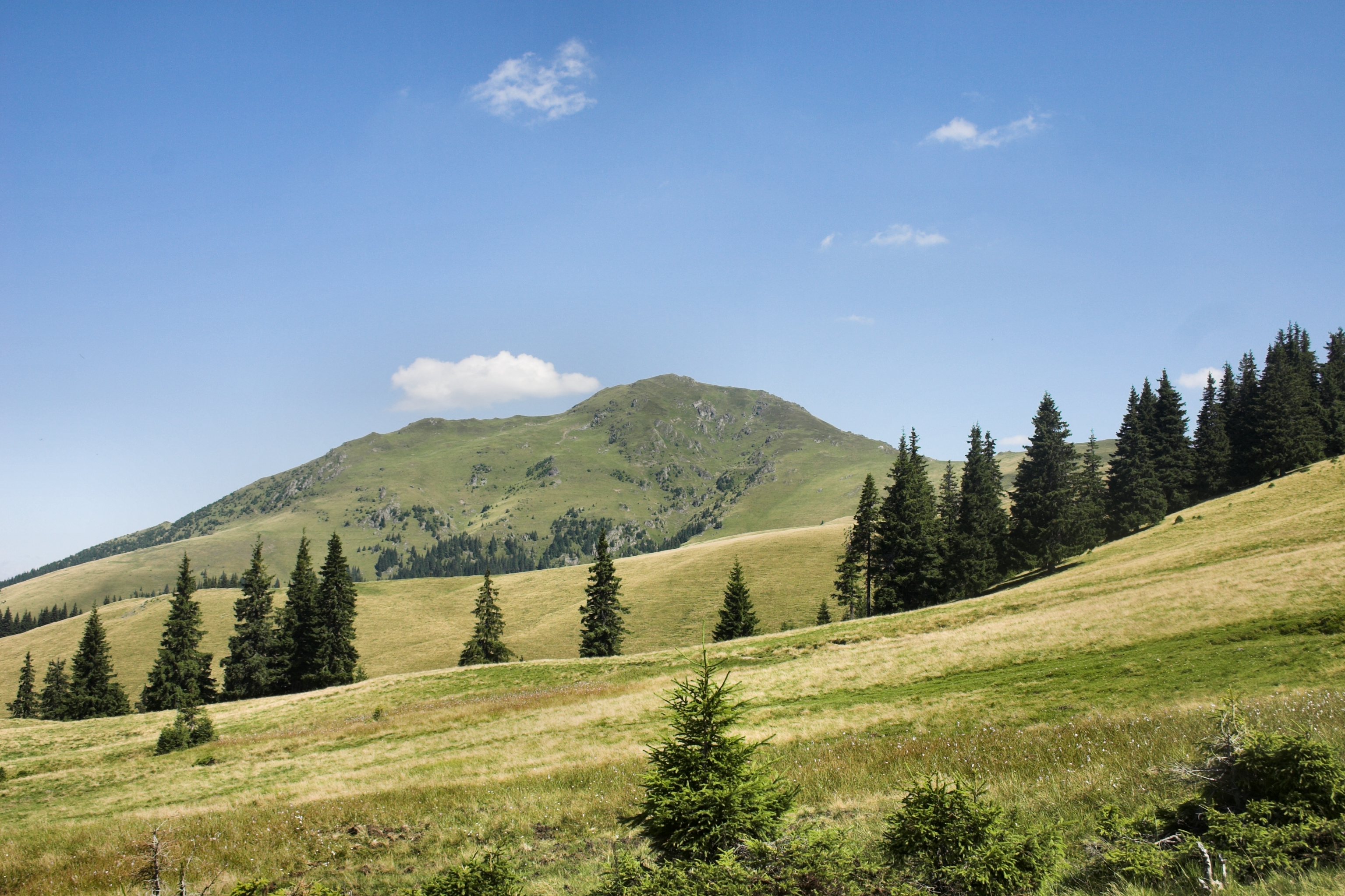
Maramureș
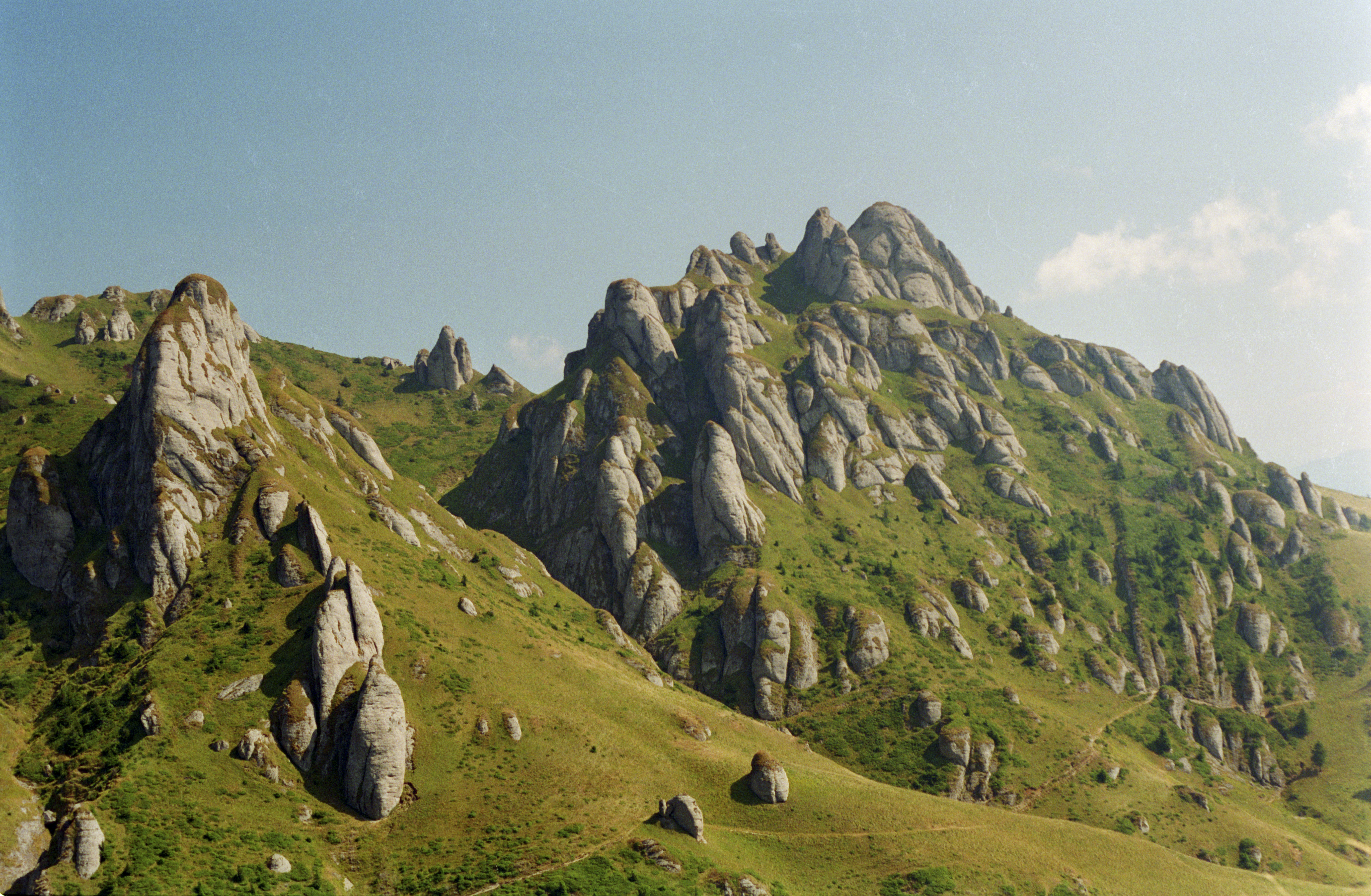
Ciucaș
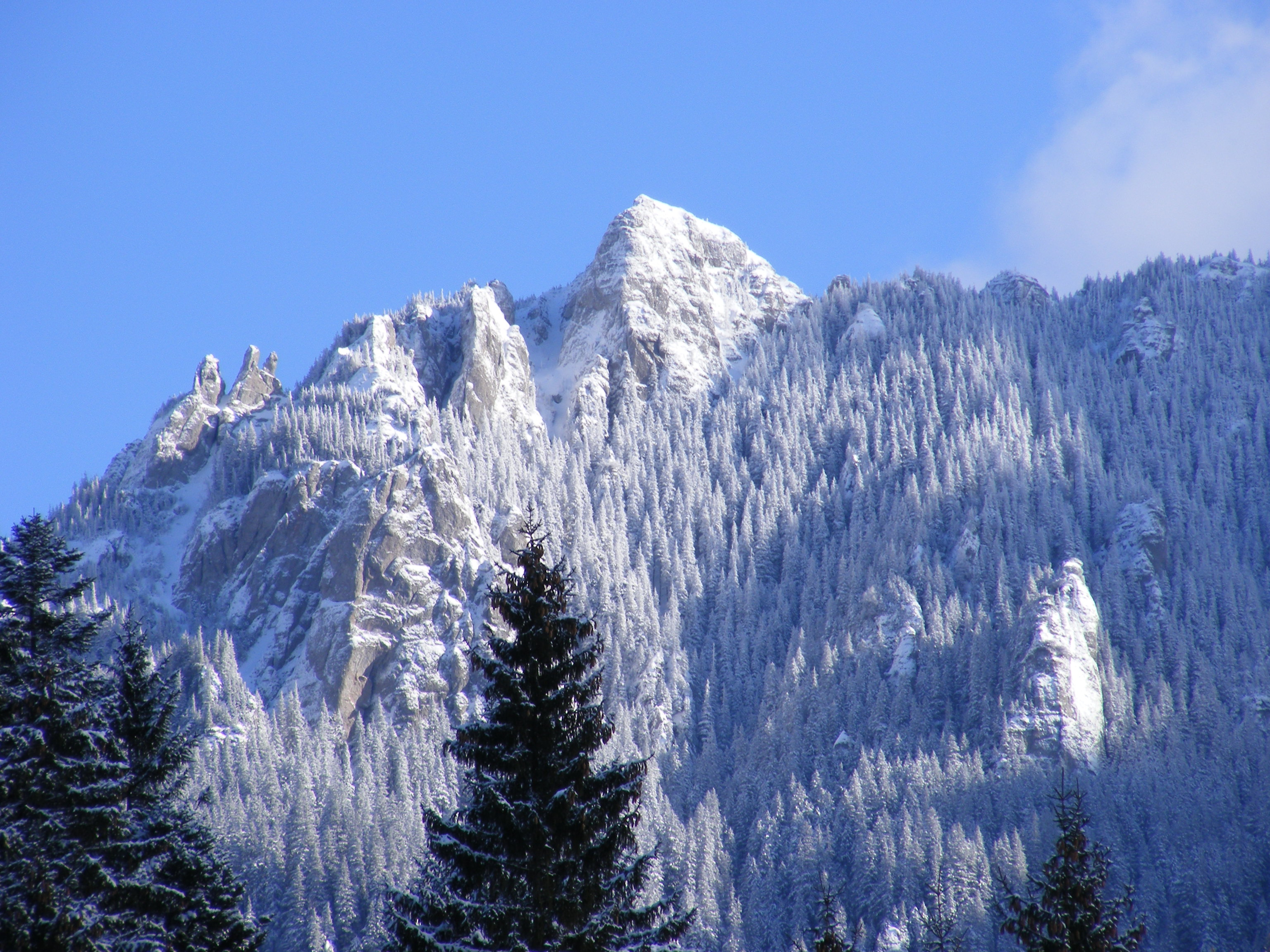
Ceahlău
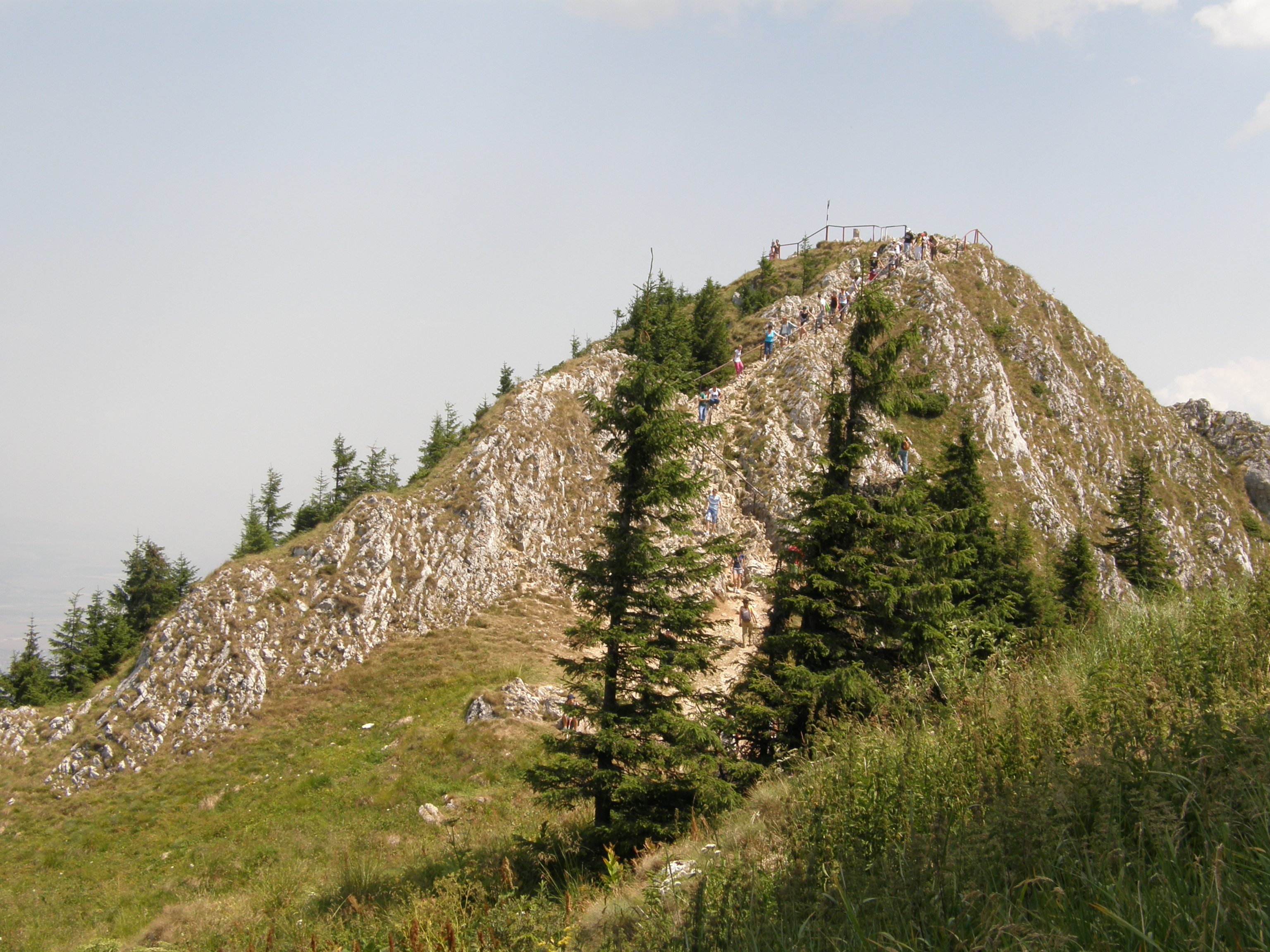
Postăvarul